# Разведывательное управление ВВС Израиля
Разведывательное управление ВВС или Группа воздушной разведки (ивр. להק המודיעין‎) является основным подразделением в штабе ВВС Израиля. Группа формулирует и создает картину разведки для миссий ВВС и участвует в создании общей картины разведки как часть разведывательного сообщества.
Группа была сформирована в начале 1970-х годов в рамках реорганизации, возглавляемой командующим ВВС генерал-майором Бени Пеледом, как реинкарнация разведывательного управления ВВС, возглавляемого офицером в звании полковника.
В состав группы входит ряд подразделений для сбора и исследования разведывательной информации по различным темам, связанным с воздушной войной на арене Ближнего Востока и в соответствии с определенным военно-морским флотом